# Larmhonungsstare
Larmhonungsstare (Manorina melanocephala) är en fågel i familjen honungsfåglar inom ordningen tättingar som förekommer i Australien.

## Utbredning och systematik
Larmhonungsstaren påträffas i en vid båge från det nordligaste Queensland över New South Wales och Victoria till Tasmanien och sydöstra South Australia. Den lever framför allt i torra, öppna eukalyptus-skogar som saknar buskvegetation. Dessa områden inkluderar skogar som domineras av ’’Corymbia maculata’’ och ’’Eucalyptus’’, liksom skadade skogsområden där undervegetationen har röjts undan, till exempel områden där det nyligen varit brand, jordbruksmark, betesmark, dikesrenar, förortsparker och trädgårdar med träd och gräs, men som saknar tät buskvegetation. 

### Underarter
Larmhonungsstare delas in i fyra underarter med följande utbredning:
- M. m. titaniota – nordöstra Queensland (inre av södra Kap Yorkhalvön)
- M. m. lepidota – östra Australien (Burdekin River, Queensland till sydvästra New South Wales)
- M. m. melanocephala – sydöstra Australien (central New South Wales till södra Victoria och sydöstra South Australia)
- M. m. leachi – östra Tasmanien

Underarten lepidota inkluderas ofta i nominatformen.

## Utseende och läte
Larmhonungsstaren är huvudsakligen grå, men svart huvud, orange-gula näbb och fötter, en distinkt liten gul fläck bakom ögat och vita toppar på stjärtfjädrarna. Hannar, honor och juveniler har ungefär samma utseende, men juvenilerna är huvudsakligen brungrå.  Som namnet antyder har larmhonungsstaren många läten, varav en del är starka. De ger ljud ifrån sig nästan oupphörligt, särskilt de unga.

## Levnadssätt
Larmhonungsstaren lever i sociala grupper och hävdar revir. De söker föda, badar, vilar, häckar och försvarar sitt revir tillsammans. De bildar kolonier som innehåller flera hundra fåglar. Varje fågel har en ”aktivitetsyta” och fåglar med överlappande aktivitetsytor bildar grupper som kallas kotterier och är de stabilaste sociala enheterna i kolonin. Fåglarna bildar också tillfälliga flockar för särskilda aktiviteter, till exempel för att gadda sig samman mot ett rovdjur. Gruppens sammanhållning förstärks inte bara av de olika lätena utan också av ritualiserad uppvisningar i form av flygningar, kroppshållning och närmande av ansiktet. Larmhonungsstaren är en klart aggressiv fågel. Den jagar, hackar, attackerar, förebrår och mobbar andra djur under hela dagen. Det är riktat både mot inkräktare och kolonimedlemmar. 

### Föda
Larmhonungsstaren söker sin föda i trädkronor, på trädstammar, på grenar och på marken. Den äter huvudsakligen nektar, frukt och insekter. Mestadelen av tiden tillbringar den med att plocka på bladen på eukalyptusträd och den kan tillfredsställa större delen av sitt näringsbehov med växtsav och honungsdagg som den samlar in från lövverket. 

### Häckning
Larmhonungsstaren har inte ett standardiserat uppvaktningsbeteende, men kopulationen är intensiv och sker öppet. Den häckar året runt, bygger ett djupt skålformat bo och lägger två till fyra ägg. Ruvandet sköts uteslutande av honan, men upp till 20 hanar hjälper till att ta hand om ungarna. Larmhonungsstaren har ett antal olika strategier för att öka befrämja en framgångsrik häckning, bland annat multipla kullar och mobbning av rovdjur.

## Status
IUCN kategoriserar arten som livskraftig. Larmhonungsstarens populationstäthet har ökat signifikant på många platser, särskilt sådana som är tätt befolkade, särskilt de som innehåller förhållandevis öppen terräng med eukalyptus. En ökning av larmhonungsstarens population har satts i samband med reduktionen av rikedomen av fågelarter i landskap som har påverkats av människan. Dess revirhävdande innebär att det troligen inte går att åtgärda dess övertalighet genom att transportera bort dem. Därför har utgallring föreslagits, trots att larmhonungsstaren för närvarande är fridlyst i Australien.

## Bildgalleri

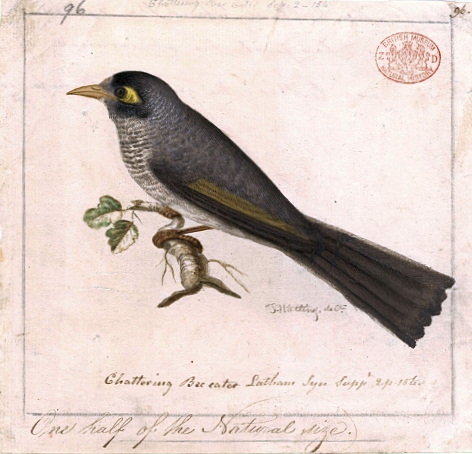
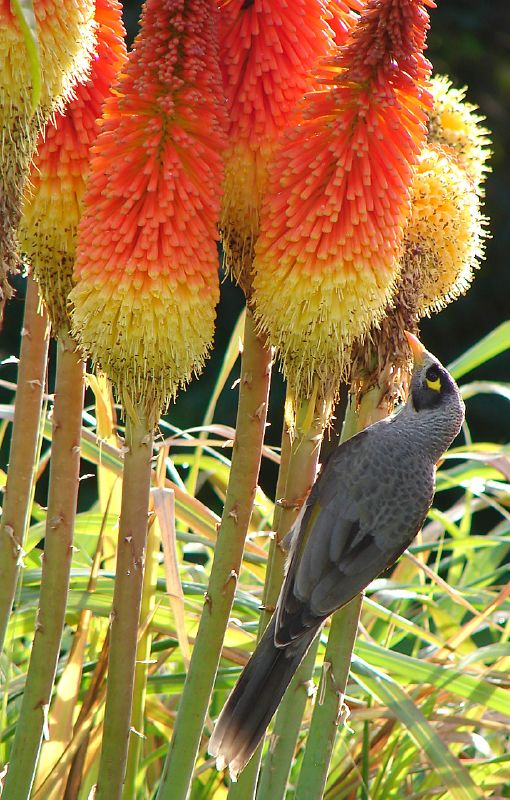
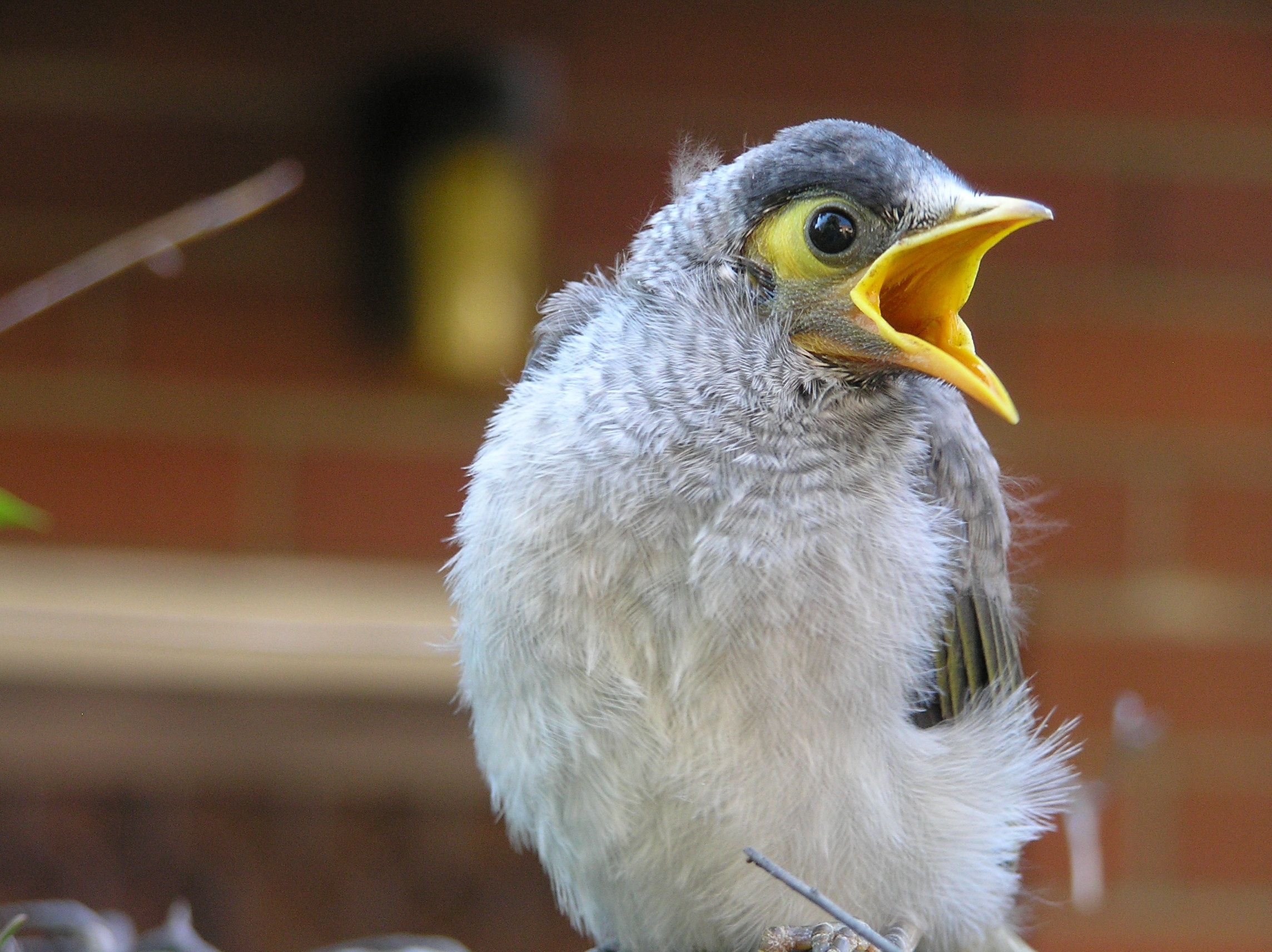
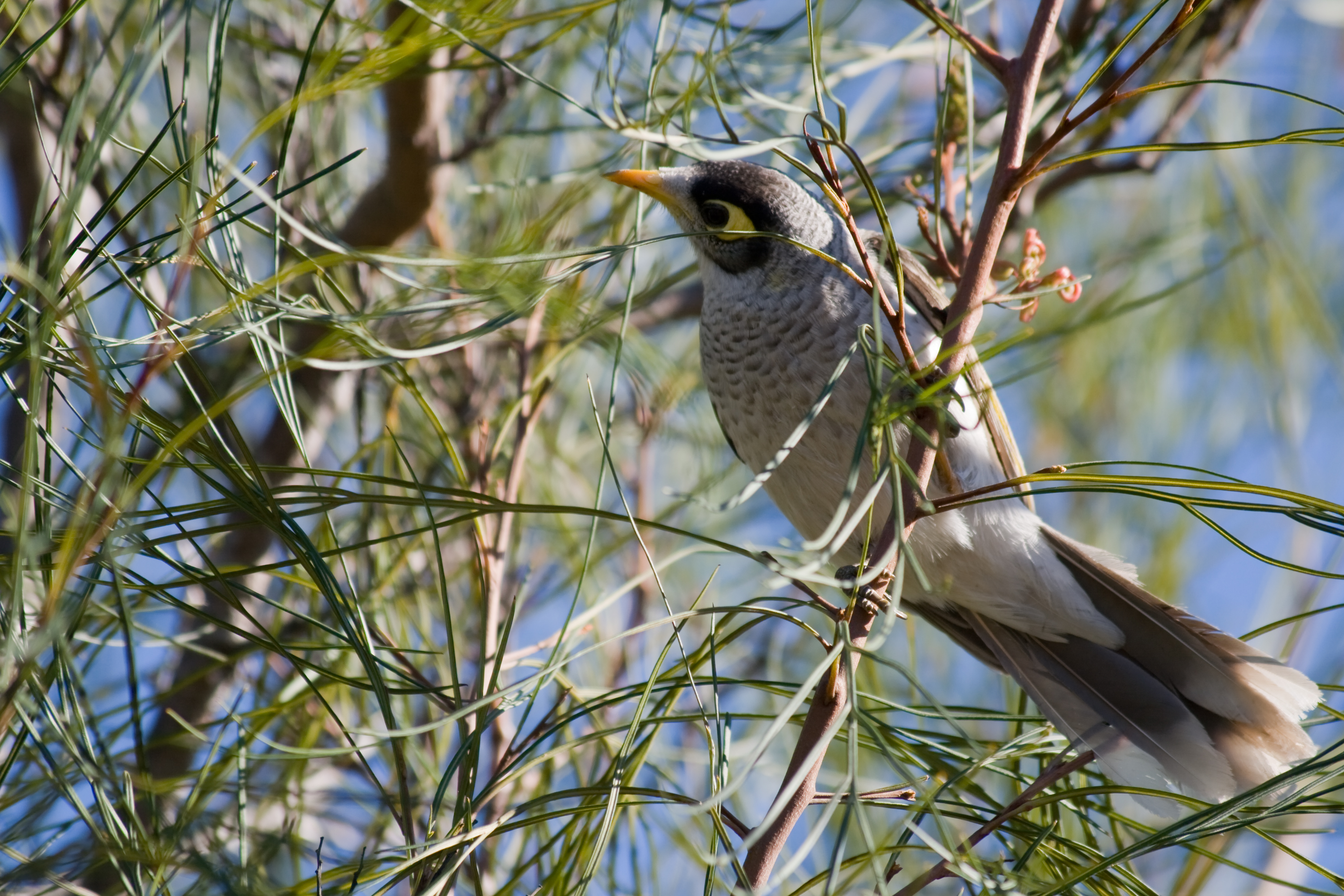
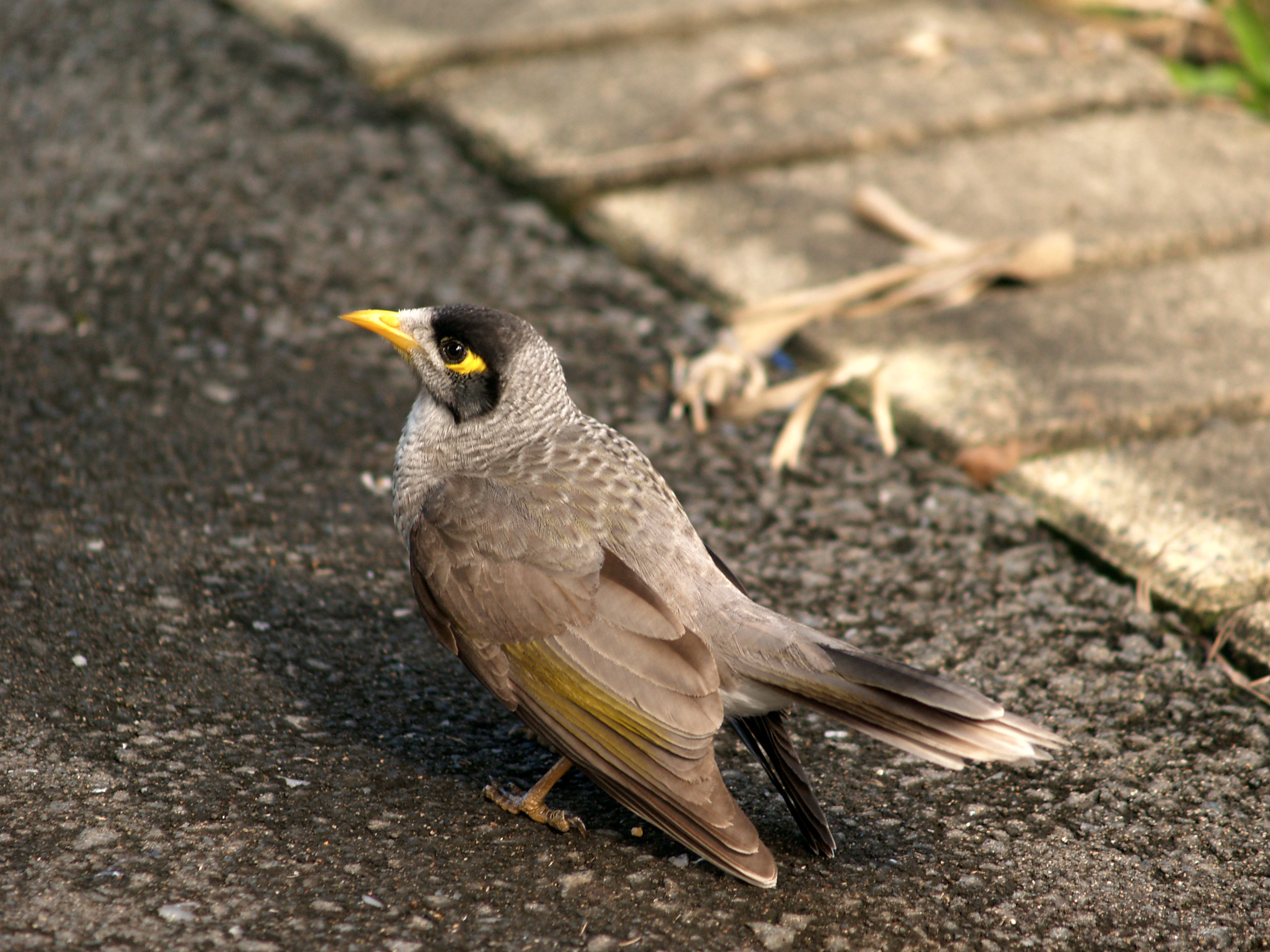
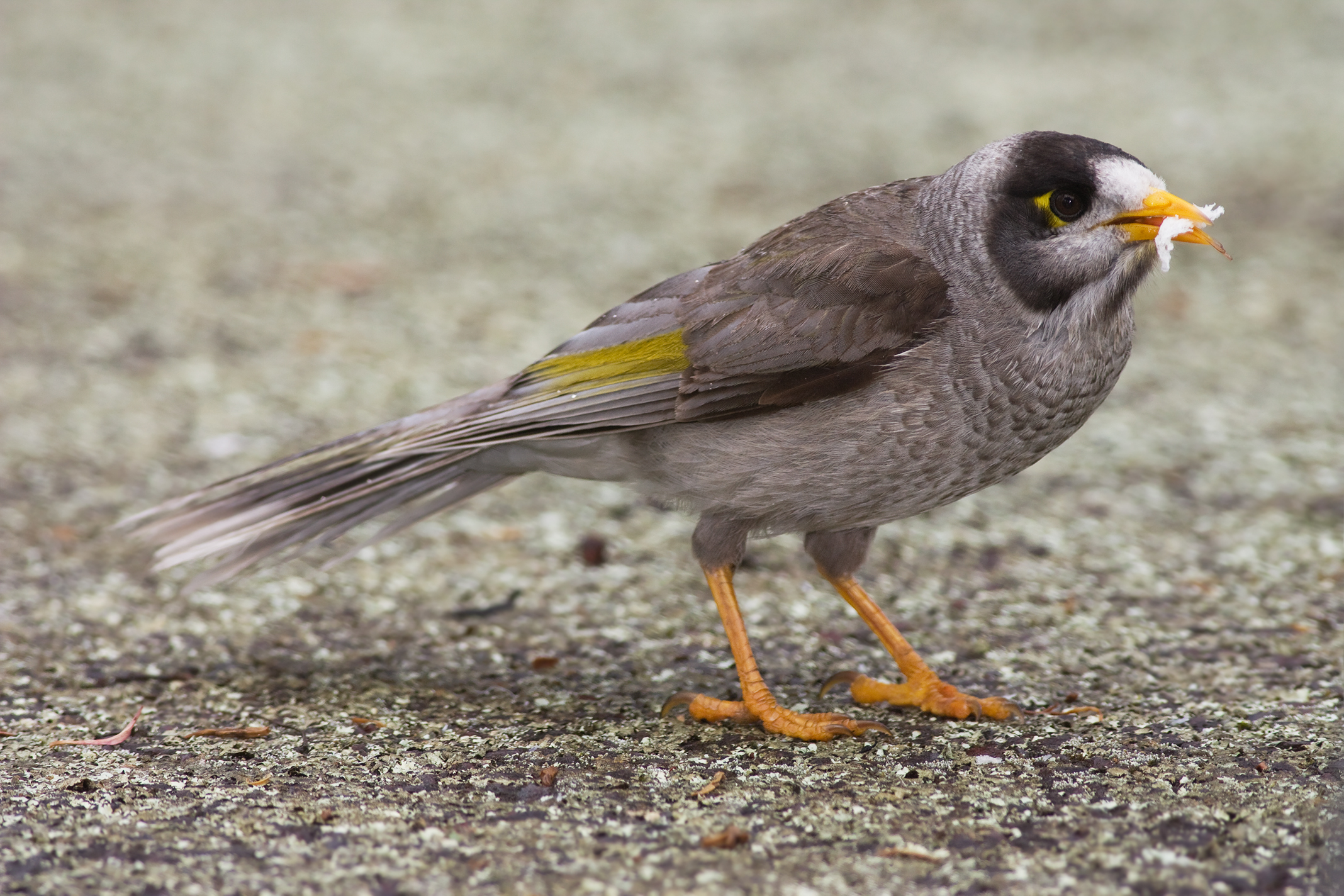
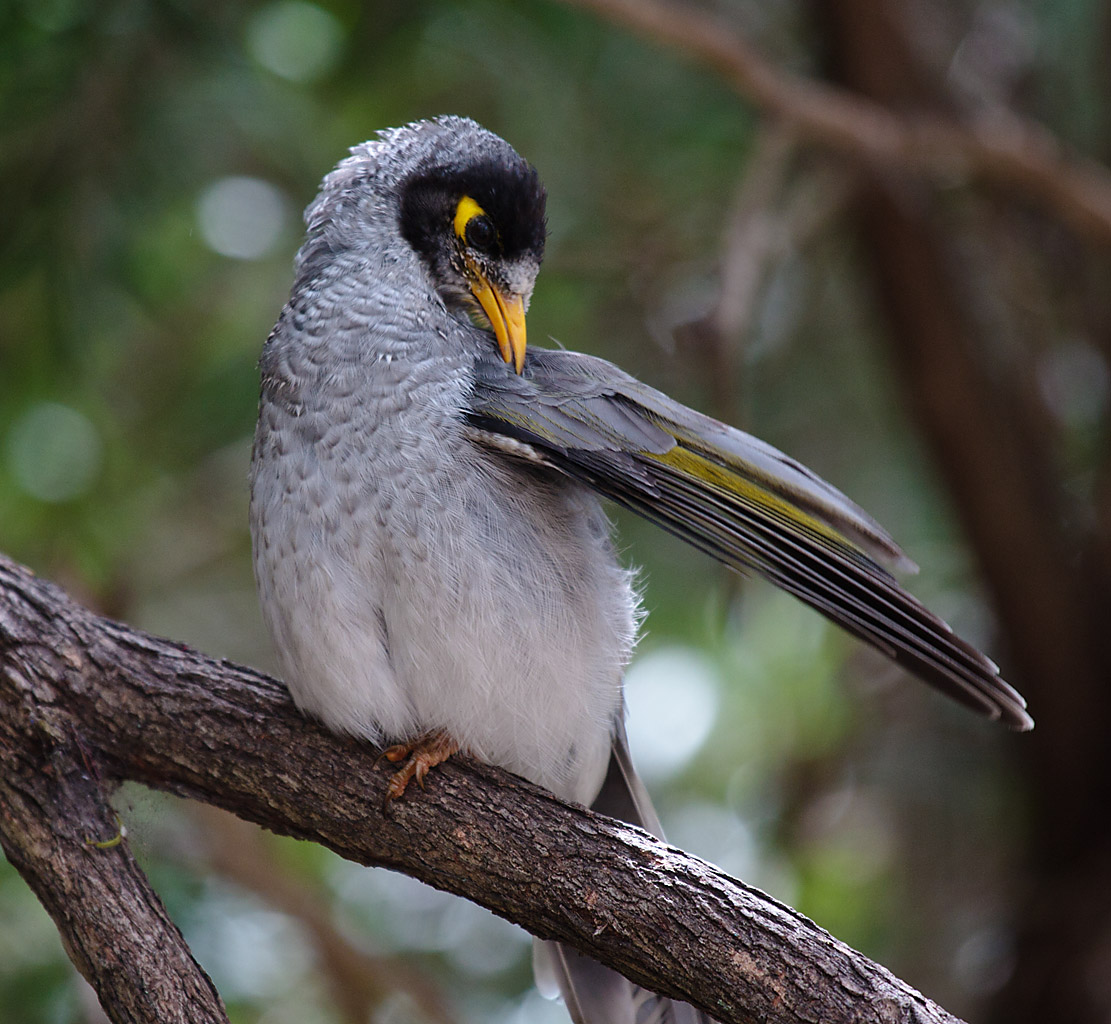
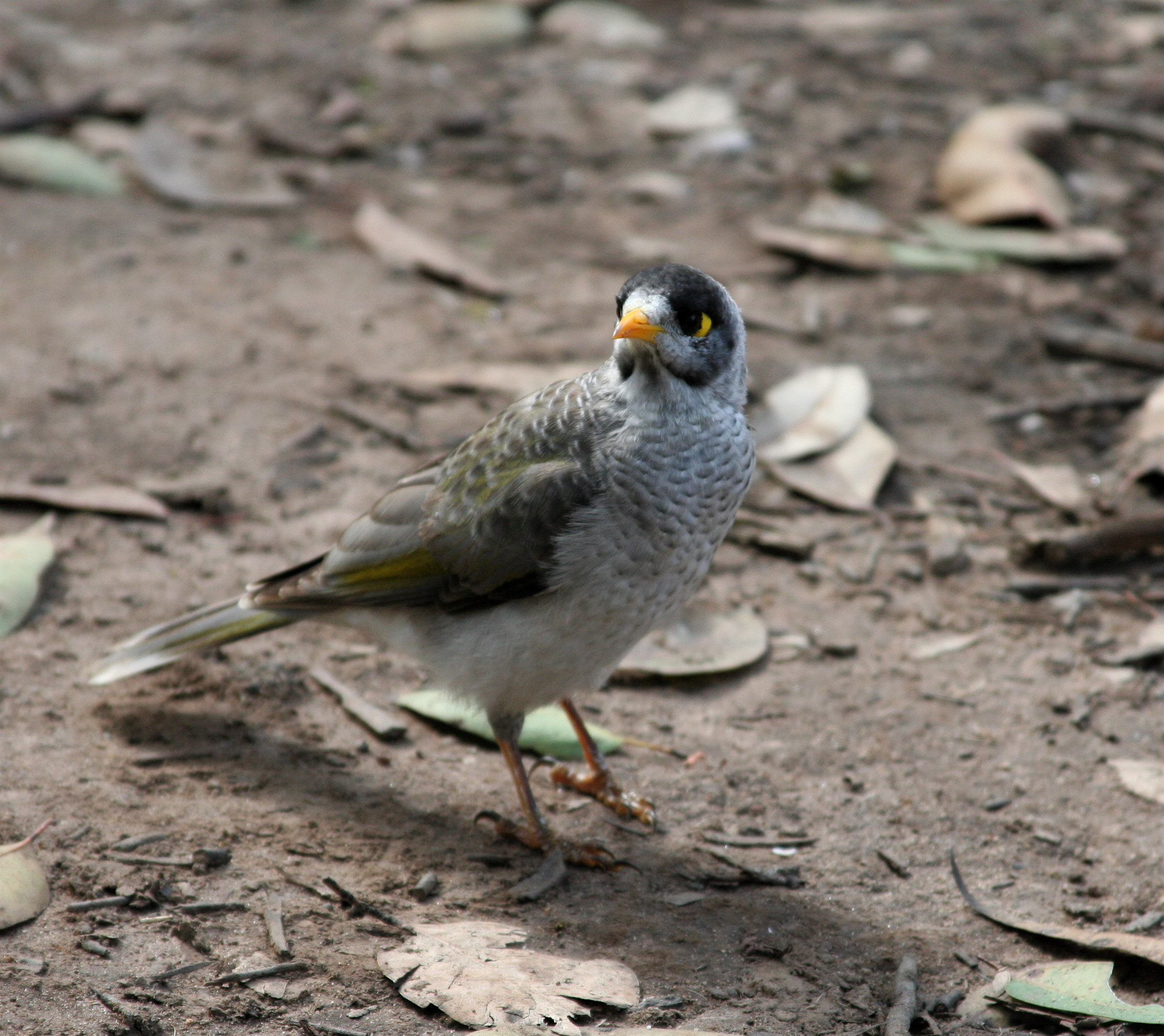